# Heriaeus orientalis
Heriaeus orientalis är en spindelart som beskrevs av Simon 1918. Heriaeus orientalis ingår i släktet Heriaeus och familjen krabbspindlar. Inga underarter finns listade i Catalogue of Life.